# Daitan ni Ikimashou ↑Heart & Soul↑
Singles de Nami Tamaki
Shining Star ☆Wasurenai Kara☆
(2004) Reason
(2004)
Daitan ni Ikimashou ↑Heart & Soul↑ est le 5esingle de Nami Tamaki sorti sous le label Sony Music Entertainment Japan le 14 juillet 2004 au Japon. Il atteint la 12e place du classement de l'Oricon, et reste classé pendant 6 semaines.
Daitan ni Ikimashou ↑Heart & Soul↑ est une reprise de la chanson A Perfect Match du groupe A*Teens; et a été utilisé comme campagne publicitaire pour Skylark Holdings. Daitan ni Ikimashou ↑Heart & Soul↑ se trouve sur la compilation Graduation ~Singles~, sur l'album remix Reproduct Best et sur l'album Make Progress, où se trouve également Distance.

## Liste des titres
| 1. | Daitan ni Ikimashou ↑Heart & Soul↑ (大胆にいきましょう ↑Heart&Soul↑)                | Shinozaki Ryuuichi  | Marcus Sepehrmanesh, Mats Jansson, Robert Habolin | 3:11 |
| 2. | Distance                                                                            | Shimazaki Takamitsu | Shimazaki Takamitsu                               | 4:53 |
| 3. | Special Birthday                                                                    | Shusui              | Shusui                                            | 4:46 |
| 4. | Daitan ni Ikimashou ↑Heart & Soul↑ (Instrumental) (大胆にいきましょう ↑Heart&Soul↑) | Shinozaki Ryuuichi  | Marcus Sepehrmanesh, Mats Jansson, Robert Habolin | 3:11 |